# 원형석서
『원형석서』」(元亨釋書, げんこうしゃくしょ)는 일본 가마쿠라 시대에 한문으로 쓴 일본 최초의 불교 통사(通史)이다. 저자는 임제종 승려 고칸 시렌(虎関師錬, 1278년 - 1346년). 전30권.

## 개요
겐코(元亨) 2년(1322년)에 조정에 상정되었기에, 책 이름으로 겐코가 붙여졌다. 석서(釋書)는 석(釋), 즉 석가모니 부처의 책이라는 뜻이다. 수록 연대는 불교의 초전(初傳) 이후 가마쿠라 후기까지 700여 년에 이르러, 승려의 전기 및 불교사를 실었다. 남북조 시대에는 대장경에 수록되었다.
저자 고칸 시렌은 1299년 송에서 온 승려 일산일녕(一山一寧)과 만났는데, 그 자리에서 일본 고승들의 행적에 대해 묻는 일산에게 제대로 답을 하지 못한 것을 부끄럽게 생각한 일본 고승들을 소개하는 책을 집필하기로 하고 중국의 《고승전》, 《속고승전》, 《송고승전》 등을 토대로 사마천의 《사기》와 구양수의 《당서》를 참조해 10여 년의 노력 끝에 본서를 완성하였다고 한다. 
활자 번각본으로는 《대일본불교전서》(大日本佛敎全書)과 《국사대계》본이 있다. 주석서로는 에도 시대의 《원형석서화해》(元亨釋書和解)가 유명. 참고서로는 『国史大系 第31巻 日本高僧伝要文抄 ・ 元亨釈書』(마루야마 지로 교주, 요시카와 홍문관) 등이있다.

## 구성
내용적으로 오격(五格, 다섯 가지 방식)로 분류되어 있다. 즉 전(傳) · 찬(贊) · 논(論) · 표(表) · 지(志)라고 저자 고칸 시렌은 말했지만, 그 구성적인 면에서 보면 전, 표, 지의 세 가지로 분류된다. 찬 · 논은 「전」의 부속으로 보는 것이 일반적이다.
- 권01 - 권19 승속전기부(僧俗伝記部, 400여 명의 도속道俗의 전기)
- 권20 - 권26 자치표부(資治表部, 편년체의 불교사)
- 권27 - 권30 지부(志部, 10분류에 의한 각종 역사)

또한 일본의 승려뿐 아니라 한국으로부터 온 혜관, 도녕, 의각 등의 도래승에 대한 행적도 기록하고 있어 한국 불교사를 연구하는데 있어서도 중요한 자료로 평가되고 있다. 

## 한국어 번역
2010년에 한국의 부산대학교 강사 정천구가 사단법인 불교학연구지원사업회 지원을 받아 상하 2권으로 번역, 도서출판 씨아이알(CIR)에서 출간하였다.

## 참고 문헌
- 『国訳一切経』 和漢撰述(史伝部 第19, 20) 大東出版社, 1963
- 『大乗仏典 : 中国・日本篇』第25巻、中央公論社、1989